# Frenelopsis
Frenelopsis je rod druhohorního slanomilného jehličnanu, který rostl ve velkých počtech u pobřeží pravěkých moří. Vyskytoval se v období geologických věků berrias až maastricht (celé období periody křída, asi před 143 až 66 miliony let). Dnes rozlišujeme poměrně velké množství druhů tohoto rodu, pravděpodobně 18 až 19 druhů. Na území současných Čech byl v křídovém období poměrně rozšířený druh F. alata.

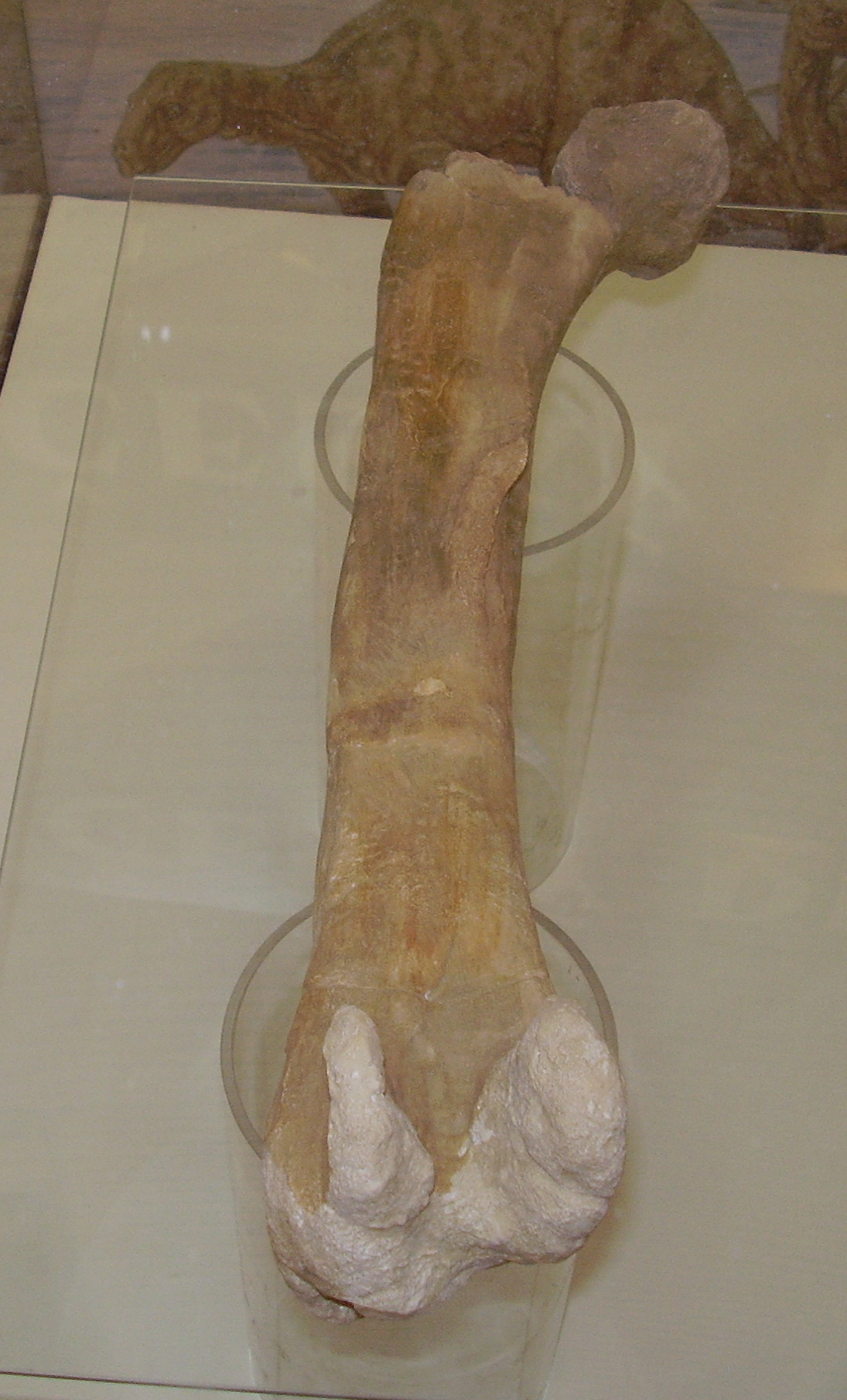
Stehenní kost dinosaura druhu Burianosaurus augustai, který patrně jehličiny druhu Frenelopsis alata spásal.

## Druhy roduFrenelopsis
- F. alata
- F. antunesii
- F. atlantica
- F. callapezii
- F. choschiensis
- F. harrisii
- F. hoheneggeri
- F. justae
- F. malaiana
- F. occidentalis
- F. oligostomata
- F. profetiensis
- F. ramosissima
- F. rubiesensis
- F. sifloana
- F. teixeirae
- F. turolensis
- F. ugnaensis
- F. veneta

## Potrava burianosaurů
Podle názoru některých paleontologů se těmito nahosemennými rostlinami mohli částečně živit i býložraví ptakopánví dinosauři, známí dnes z území Středních Čech (lokalita Miskovice - Mezholezy), a to v období pozdního cenomanu (asi před 95 až 94 miliony let). V roce 2017 dostal tento "český" ornitopod vědecké jméno Burianosaurus augustai.